# Bela Bartha
Bela Florian Bartha (Cluj-Napoca, 19 ottobre 2000) è un pallavolista rumeno, centrale della Trentino.

## Carriera

### Club
La carriera di Bela Bartha inizia nelle giovanili dell'Ocna Mureș nel 2010, per poi passare alle giovanili dell'Unirea Dej nel 2013: esordisce in Divizia A1 nella stagione 2018-19 quando viene promosso in prima squadra. Nella stagione 2021-22 passa all'Universitatea Craiova, mentre in quella successiva è alla Dinamo Bucarest, sempre nella massima divisione, con cui si aggiudica la Supercoppa rumena 2022.
Per il campionato 2024-25 si trasferisce in Italia, ingaggiato dalla Trentino, in Superlega, conquistando lo scudetto.

### Nazionale
Nel 2016 viene convocato sia nella nazionale rumena under 20, dove è chiamato fino al 2018, che in quella under 21; nel 2017 fa parte della selezione under 19.
Ottiene le prime convocazioni nella nazionale maggiore nel 2021 e nel 2022 conquista la medaglia d'oro all'European Silver League.

## Palmarès

### Club
- Campionato italiano: 1

2024-25
- Supercoppa rumena: 1

2022

### Nazionale (competizioni minori)
- European Silver League 2022